# Jenin
Jenin este un oraș palestinian din nordul Cisiordaniei. Acesta servește ca centru administrativ al guvernoratului Jenin al statului Palestina și este un centru major pentru orașele din jur. În 2007, Jenin avea o populație de aproximativ 40.000 de oameni, în timp ce tabăra de refugiați din Jenin avea o populație de 10.000. Jenin se află sub administrarea Autorității Naționale Palestiniene (ca parte a Zonei A a Cisiordaniei).